# Mas
För andra betydelser, se Mas (olika betydelser).
| Två masar med nästan 100 år emellan.Rynor Sandberg 1923 och Björn Skifs 2014.  |  | Två masar med nästan 100 år emellan.Rynor Sandberg 1923 och Björn Skifs 2014. |
| Två masar med nästan 100 år emellan. Rynor Sandberg 1923 och Björn Skifs 2014. |  |                                                                               |

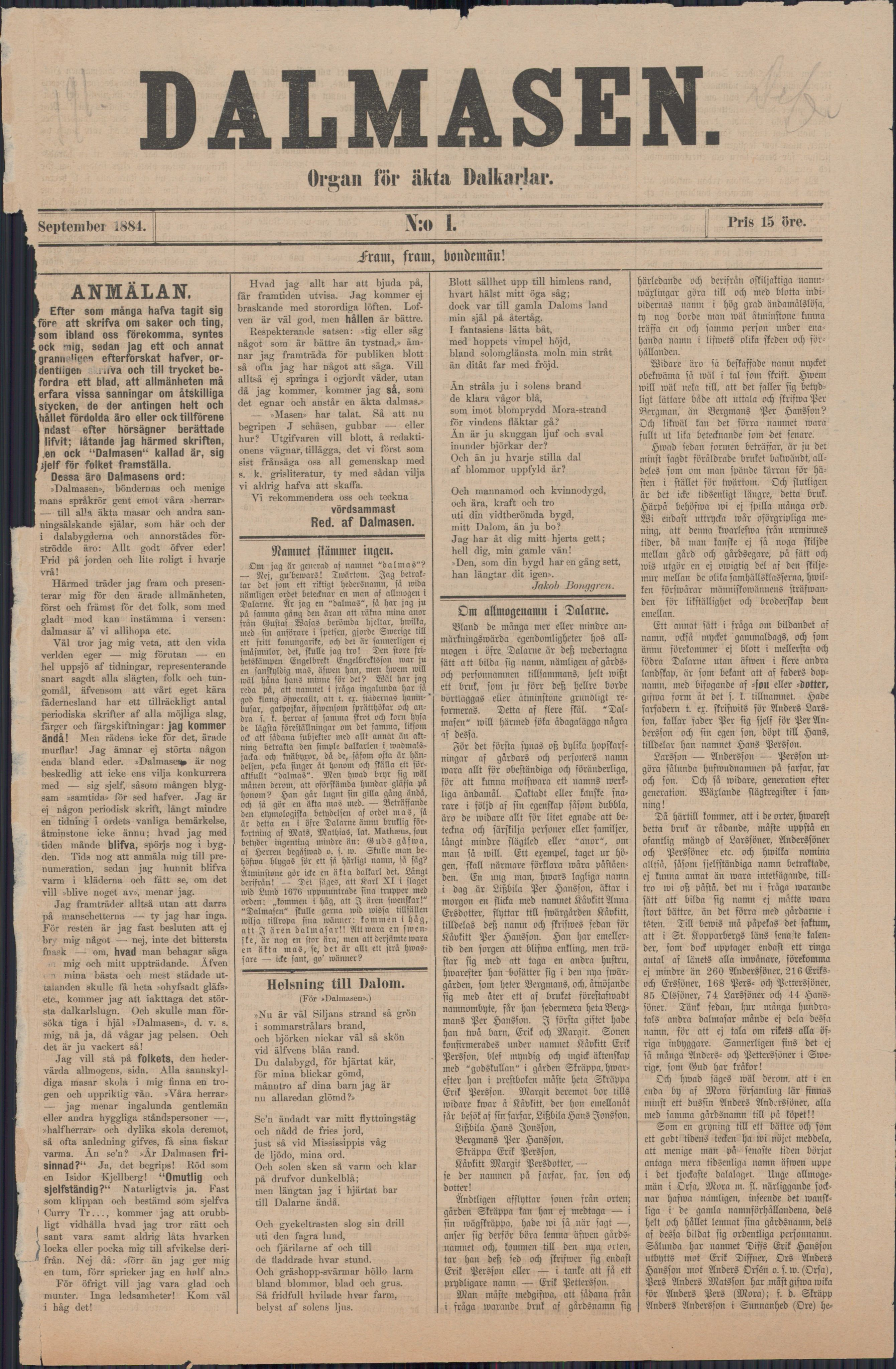
Förstasidan av första numret av tidskriften Dalmasen, publicerad 15 september 1884.

Mas eller äldre mase (dialektform av mansnamnen Mats/Mattias) även dalkarl, är en man eller pojke från Dalarna, vilket medför att den vanliga benämningen dalmas egentligen är en tautologi. Benämningen mas uppstod i Stockholm på 1700-talet då många, främst från övre Dalarna, befann sig i Stockholm för att arbeta. Namnen Mats och Mattias var då relativt vanliga mansnamn i norra Dalarna, men de dialektala skillnaderna gjorde namnet svårtytt, varför stockholmare uppfattade det som om dalfolket kallade sig själva för mas. Benämningen mas blev inte vanlig i själva Dalarna förrän i slutet av 1900-talet då den historiska kopplingen till benämningar som dalkarl och kulla försvagats.
Att använda den tautologiska benämningen dalmas uppfattas av vissa som språkligt inkorrekt och av andra som provocerande eller rent förolämpande.
År 1884 började tidningen Dalmasen att ges ut i Gävle, vilket var ett lokalpatriotiskt intresseorgan för landskapet som gavs ut under drygt 10 år.
Enligt ett gammalt småländskt uttryck är ordet "dalkarl" synonymt med en lögn, till exempel i uttrycket "att slå i någon en dalkarl". Uttrycket påstås härröra från Dackefejden, då felaktiga rykten om "sympatiuppror" i Dalarna gav deltagare hopp om att Dackes uppror skulle lyckas.